# Косьцерський повіт
Косьцерський повіт (пол. powiat kościerski) — один з 16 земських повітів Поморського воєводства Польщі.
Утворений 1 січня 1999 року в результаті адміністративної реформи.

## Загальні дані
Повіт знаходиться у південно-центральній частині воєводства.
Адміністративний центр — місто Косьцежина.
Станом на 1.01.2008 населення становить 67 513 осіб, площа 1165,68 км².

## Демографія
Демографічні дані повіту станом на 30.06.2005:
|       | Всього | Всього | Жінки  | Жінки | Чоловіки | Чоловіки |
| ----- | ------ | ------ | ------ | ----- | -------- | -------- |
|       | осіб   | %      | осіб   | %     | осіб     | %        |
| Повіт | 66 591 | 100    | 33 545 | 50,4  | 33 046   | 49,6     |
| Міста | 23 116 | 100    | 11 935 | 51,6  | 11 181   | 48,4     |
| Села  | 43 475 | 100    | 21 610 | 49,7  | 21 865   | 50,3     |